# Socha svatého Jana Nepomuckého (Skorošice)
Socha svatého Jana Nepomuckého  se nachází na přístupové cestě ke kostelu svatého Martina v Dolních Skorošicich v okrese Jeseník. Socha byla v roce 2014 Ministerstvem kultury České republiky prohlášena kulturní památkou ČR.

## Historie
Barokní socha Jana Nepomuckého stála ve středu obce Dolní Skorošice. Po požáru starého kostela v roce 1833 byla socha světce přestěhována na nové místo u silnice. Nemá původní sokl, na kterém bylo datum zhotovení. Socha byla zhotovena v první třetině 18. století neznámým autorem. V roce 2005 byla restaurována.

## Popis
Socha zhotovená z kladského hrubozrnného pískovce stojí na mohutném podstavci z betonu a cihel. Podstavec ve tvaru komolého jehlanu je vysoký 1,6 m a ukončený žulovou obdélnou deskou. Socha světce, která je vysoká 1,75 m, stojí v kontrapostu oděna v tradiční kanovnický oděv. V levé ruce drží kříž s Ukřižovaným a toutéž rukou přidržuje biret u pravého boku. Kříž se opírá o levé rameno. Pravá ruka směřuje na pravou část hrudi. V temeni hlavy je umístěn kovový paprskovitý nimbus natřený žlutou barvou.